# Évariste Galois
Évariste Galois (Bourg-la-Reine, Pariz, 25. listopada 1811. – Pariz, 31. svibnja 1832.) bio je francuski matematičar, koji je tijekom svog kratkog života ostao nezapažen, ali je postumno dobio zasluženo priznanje za po njemu nazvanu Galoisovu teoriju. Osnivač je teorije grupa. Autor je Galoisove veze i Galoisovog teorema. Poginuo je vrlo mlad u dvoboju.
Rođen je u Bourg-la-Reineu, blizu Pariza, od oca Nicolas-Gabriela Galoisa i majke Adélaïde-Marie, rođ. Demante. Prvo obrazovanje stekao je od majke, koja ga je podučavala na klasičnim jezicima, grčkom i latinskom.
1823. godine upisuje Collège Royal de Louis-le-Grand, gdje u prve dvije godine osvaja brojne pohvale i nagrade, dok je u trećoj godini imao nedostatak zanimanja za školu. S 15 godina prvi se put susreo s matematikom i tu je njegov skriveni talent došao do izražaja. Brzo je savladao osnovne matematičke tekstove i proučavao djela kao što su: „Osnove geometrije” Adriena-Marie Legendrea, „Rješavanje algebarskih jednadžbi” i „Teorija analitičkih funkcija” Josepha Louisa Lagrangea. Analitičke funkcije). Ideje predstavljene u ovim monumentalnim radovima pridonose Galoisovom još većem zanimanju za teoriju rješavanja algebarskih jednadžbi.
1828. godine neuspješno je pokušao upisati vrlo prestižnu École Polytechnique, a nakon toga upisao se na École Normale Supérieure. Od ove točke nadalje, Galois čini temeljna otkrića u teoriji rješivosti jednadžbi. U sljedeće tri godine objavio je niz radova od kojih je najvažniji treći pod naslovom „Teorija brojeva”, gdje Galois obrađuje tzv. konačna polja.
Teorija koju Galois zasniva proučavajući svojstva konačnih polja bavi se rješavanjem algebarskih jednadžbi, tj. faktorizacijom polinoma. Osnovni problem algebre tog vremena bilo je rješenje radikalnih algebarskih jednadžbi proizvoljnog stupnja putem radikala, kao što je već bilo poznato po algebarskim jednadžbama stupnja manjeg od pet. Niels Henrik Abel (također mladi matematički genij) u jednom od svojih djela dokazuje, da algebarska jednadžba stupnja većeg od četiri općenito nije rješiva uz pomoć radikala. Galois koristi ovaj zaključak kako bi identificirao elemente teorije grupa koji stoje iza ovog problema. Proučava grupe permutacija korijena jednadžbi, grupe koje će kasnije dobiti ime po Galoisu. Njegova je definicija ove grupe prilično složena i do danas je pretrpjela brojne promjene. Danas je Galoisova grupa definirana kao grupa relativnih automorfizama konačnog proširenja L u odnosu na polje K, koje nastaje adjunkcijom skupa svih nula polinoma polju K. U izjavi pod naslovom "Osnovni teorem Galoisove teorije", Galois prepoznaje da postoji bijektivna korespondencija između skupa H svih podgrupa grupe Galoa G i skupa svih međupolja M ({\displaystyle K\subseteq M\subseteq L}).
Kroz svoja istraživanja i zaključke koji su iz toga proizašli, Galois također pruža algebarski dokaz dviju drevnih tvrdnji o nemogućnosti trisekcije proizvoljnog kuta i dupliciranja kocke ruba proizvoljne duljine. Treći problem antike, odnosno nemogućnost određivanja kvadrature kruga proizvoljnog radijusa, dobiva algebarski dokaz nakon što Ferdinand von Lindemann dokazuje transcedentnost broja π.
Galois je i tragičan i romantičan lik, koji umire u ranim dvadesetima godina svoga života u dvoboju protiv svog prijatelja i kolege Pescheuxa D 'Herbinvillea. Pravi razlog dvoboja ostao je nepoznat, iako postoji nekoliko različitih teorija zašto se to dogodilo.